# 2月7日
2月7日（にがつなのか）は、グレゴリオ暦で年始から38日目に当たり、年末まであと327日（閏年では328日）ある。

## できごと
- 199年（建安3年12月24日） - 下邳の戦いが終結。降伏した呂布らが処刑。
- 708年（慶雲5年1月11日） - 武蔵国秩父郡（現在の埼玉県秩父市黒谷）から、和銅（にぎあかがね＝熟銅）と呼ばれる銅の塊が発見され朝廷に献上されたことを祝い、年号が慶雲から和銅に改められる[1]。
- 457年 - レオ1世が東ローマ帝国レオ朝の初代皇帝に即位。
- 1369年（応安元年/正平23年12月30日） - 足利義満が正式に室町幕府第3代将軍に就任。
- 1450年 - サフォーク公ジョン・ド・ラ・ポールとマーガレット・ボーフォートが結婚。
- 1657年（明暦2年12月24日） - 江戸幕府が吉原遊廓を日本橋から浅草千束へ移転させる。
- 1795年 - アメリカ合衆国憲法修正第11条の批准が完了。
- 1807年 - ナポレオン戦争: アイラウの戦い
- 1855年（安政元年12月21日） - 日露和親条約締結。
- 1873年 - 太政官布告「敵討禁止令」を公布。
- 1881年 - 石川県・滋賀県から分離して福井県を再設置。福井県・滋賀県が現在の形となる。
- 1881年 - 堺県を廃止して大阪府に編入。
- 1904年 - ボルチモア大火（英語版）が発生[2]。
- 1927年 - 大正天皇大喪。大赦137,669名、減刑46,138名。
- 1934年 - 中島久万吉商工相が13年前に書いた文章の中で逆臣・足利尊氏を礼讃している（足利尊氏論）として、貴族院で追及される。9日に辞任。
- 1939年 - 滋賀県杉野村に存在していた土倉鉱山付近で雪崩が発生。飯場が2棟倒壊、埋没して死者10人、重傷者8人、軽傷者2人[3]。
- 1941年 - 日本初の国産モーターグライダー「日本式蜂型」が初飛行。
- 1943年 - 第二次世界大戦: 日本軍のガダルカナル島からの撤退（ケ号作戦）が完了。
- 1946年 - 出口王仁三郎が大本を再建。
- 1952年 - 埼玉県金子村B29墜落事故が発生。
- 1960年 - 東京03地域の電話の市内局番が3桁になる。
- 1964年 - ビートルズが、イギリスのロックグループでは初のアメリカ公演のためアメリカに到着。
- 1965年 - ベトナム戦争: アメリカが北ベトナム爆撃（北爆）を開始。
- 1968年 - カナダで憲法が改正され、英語のほかフランス語も公用語となる。
- 1971年 - スイスで国民投票により女性参政権を承認。
- 1974年 - グレナダがイギリスから独立。
- 1979年 - 冥王星が1930年の発見から初めて海王星の軌道の内側に入る。
- 1982年 - 西成区覚醒剤中毒者7人殺傷事件。大阪府大阪市西成区山王の文化住宅（アパート）で覚醒剤中毒者の男が妻子・近隣住民ら7人を殺傷した。
- 1984年 - STS-41-Bミッションで、スペースシャトル・チャレンジャーのロバート・リー・ステュアート（英語版）、ブルース・マッカンドレス2世両飛行士が史上初の命綱なしの宇宙遊泳に成功。
- 1985年 - 自民党田中派内で創政会が発足。
- 1990年 - ソビエト連邦の崩壊: ソ連共産党中央委員会が、共産党一党独裁制の放棄を採択。
- 1991年 - ハイチで初めて民主的な選挙で選出されたジャン＝ベルトラン・アリスティドが大統領に就任。
- 1992年 - EC加盟12か国が「マーストリヒト条約」に調印。
- 1993年 - 能登半島沖地震発生。
- 1997年-三木谷浩史が楽天グループを設立。
- 1998年 - 第18回冬季オリンピック、長野大会開催。2月22日まで。
- 1999年 - ヨルダン国王フセイン1世が崩御。アブドゥッラー2世が即位。
- 2006年 - 文仁親王妃紀子の懐妊が公となる。親王は同年9月6日に悠仁親王を出産。
- 2009年 - 2009年ビクトリア州森林火災が発生。
- 2010年 - ラウラ・チンチージャがコスタリカ初の女性大統領に選出される。
- 2012年 - 岡山県倉敷市にあるJX日鉱日石エネルギー水島製油所で倉敷海底トンネル事故が起きる[4]。
- 2014年 - 第22回冬季オリンピック、ソチ大会が開催。2月23日まで[5]。
- 2016年 - 北朝鮮が人工衛星と称するICBMを打ち上げる[6]。
- 2020年 - 日本製鉄が広島の呉製鉄所すべての高炉と和歌山製鉄所の2基あるうち１基の高炉の休止を発表[7]。

## 誕生日

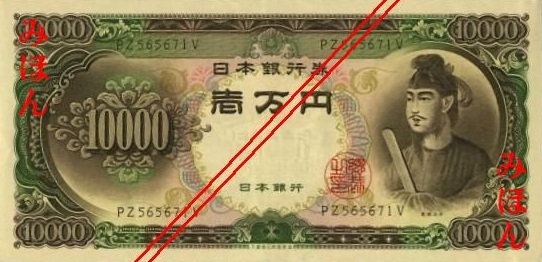
聖徳太子(574-622)誕生。画像は、1958年（昭和33年）から1984年（昭和59年）に発行されたC一万円券。

- 574年（敏達天皇3年1月1日） - 聖徳太子、飛鳥時代の皇族（+ 622年）
- 1478年 - トマス・モア、思想家（+ 1535年）
- 1693年 - アンナ、ロシア皇帝（+ 1740年）
- 1741年 - ヨハン・ハインリヒ・フュースリー、画家（+ 1825年）
- 1801年 - ウィレム・デ・ハーン、動物学者（+ 1855年）
- 1812年 - チャールズ・ディケンズ、小説家（+ 1870年）
- 1834年（天保4年12月29日） - 広沢真臣、長州藩士、参議（+ 1871年）
- 1837年 - ジェームズ・マレー、言語学者（+ 1915年）
- 1838年（天保9年1月13日） - 赤禰武人、幕末の長州藩士 （+ 1866年）
- 1867年 - ローラ・インガルス・ワイルダー、小説家（+ 1957年）
- 1870年 - アルフレッド・アドラー、心理学者（+ 1937年）
- 1871年（明治3年12月18日） - 志賀潔、細菌学者（+ 1957年）
- 1871年 - ヴィルヘルム・ステーンハンマル、作曲家（+ 1927年）
- 1875年 - 山脇延吉、政治家、実業家（+ 1941年）
- 1877年 - ゴッドフレイ・ハロルド・ハーディ、数学者（+ 1947年）
- 1884年 - 鳩山秀夫、法学者（+ 1946年）
- 1885年 - シンクレア・ルイス、小説家（+ 1951年）
- 1885年 - 高碕達之助、政治家（+ 1964年）
- 1886年 - 木村篤太郎、政治家（+ 1982年）
- 1889年 - ハリー・ナイキスト、物理学者（+ 1976年）
- 1892年 - ヤン・スメテルリン、ピアニスト（+ 1967年）
- 1893年 - 鈴木茂三郎、政治家（+ 1970年）
- 1901年 - 伊志井寛、俳優（+ 1972年）
- 1905年 - ウルフ・スファンテ・フォン・オイラー、生理学者（+ 1983年）
- 1905年 - ポール・ニザン、小説家（+ 1940年）
- 1905年 - 波多野完治、心理学者（+ 2001年）
- 1906年 - 愛新覚羅溥儀、清朝第12代・満州国皇帝（+ 1967年）
- 1906年 - 浜村純、俳優（+ 1995年）
- 1906年 - オリェーク・アントーノフ、航空機設計者（+ 1984年）
- 1910年 - 今井繁三郎、画家（+ 2002年）
- 1911年 - 入江たか子、女優（+ 1995年）
- 1913年 - 織田隆弘、高野山真言宗大僧正（+ 1993年）
- 1913年 - ラモン・メルカデル、NKVDの諜報員、トロツキーの暗殺者（+ 1978年）
- 1914年 - 朝吹三吉、フランス文学者、翻訳家、慶應義塾大学名誉教授（+ 2001年）
- 1919年 - イルゼ・パウージン、フィギュアスケート選手（+ 1999年）
- 1920年 - 佐野誠三、元プロ野球選手（+ 1976年）
- 1922年 - 三根山隆司、元大相撲力士、年寄10代高嶋（+ 1989年）
- 1923年 - 坂口三千代、随筆家（+ 1994年）
- 1925年 - 吉田とし、児童文学作家（+ 1988年）
- 1925年 - 加藤一、画家（+ 2000年）
- 1925年 - 三輪正弘、建築家（+ 2013年）
- 1926年 - 津島恵子、女優（+ 2012年）
- 1927年 - ジュリエット・グレコ、シャンソン歌手（+ 2020年）
- 1931年 - ピエール・シャンボン、生物学者
- 1934年 - 金美齢、評論家
- 1935年 - バーブ佐竹、歌手（+ 2003年）
- 1935年 - クリフ・ジョーンズ、元サッカー選手
- 1937年 - 阿久悠、作詞家、小説家（+ 2007年）
- 1938年 - ジョニー・ワーハス、元プロ野球選手
- 1938年 - 高島正義、元プロ野球選手
- 1938年 - 好村俊子[8]、声優
- 1940年 - 益川敏英、理論物理学者（+ 2021年）
- 1941年 - 小林稔侍、俳優
- 1945年 - 菊川昭二郎、元プロ野球選手
- 1948年 - 石鍋裕、フランス料理シェフ
- 1948年 - 植田芳暁、ミュージシャン（ザ・ワイルドワンズ）
- 1948年 - タイガー戸口、元プロレスラー
- 1948年 - 出口修至、天文学者
- 1948年 - リチャード・プレブル、政治家
- 1948年 - 岸川美好、演歌歌手
- 1949年 - 国井雅比古、アナウンサー
- 1949年 - 青山ミチ、歌手（+ 2017年）
- 1949年 - 柳井正、実業家
- 1950年 - 飯塚将光、オートレース選手（+ 2014年）
- 1951年 - 西浦勝一、騎手、調教師
- 1952年 - 高橋佳代子、アナウンサー
- 1952年 - トニー・リュウ、俳優
- 1955年 - 片山雅博、アニメーション評論家 （+ 2011年）
- 1955年 - ミゲル・フェラー、俳優、声優（+ 2017年）
- 1956年 - マーク・セント・ジョン、ギタリスト（キッス）（+ 2007年）
- 1956年 - 佐々木啓司、高校野球指導者
- 1956年 - 平山正人、元プロ野球選手
- 1958年 - 倉持知子、漫画家
- 1959年 - カルロス・ポンセ、元プロ野球選手
- 1959年 - 青島美幸、女優
- 1960年 - 松本保典、声優
- 1961年 - 梶研吾、漫画原作者、脚本家、監督、演出家、小説家、プロデューサー、神奈川工科大学特任教授
- 1962年 - ガース・ブルックス、歌手
- 1962年 - デヴィッド・ブライアン、キーボーディスト（ボン・ジョヴィ）
- 1963年 - 香坂みゆき、女優
- 1964年 - 平松八千代、歌手
- 1964年 - 藤原ヒロシ、ファッションデザイナー、ミュージシャン
- 1964年 - 住宅正人、ちくわ笛演奏者
- 1965年 - クリス・ロック、コメディアン、俳優、脚本家、映画プロデューサー、映画監督
- 1966年 - 田島昭宇、漫画家
- 1966年 - 西沢立衛、建築家
- 1966年 - クリスティン・オットー、競泳選手
- 1967年 - 大沢伸一、ミュージシャン（MONDO GROSSO）
- 1967年 - 古井弘人、ミュージシャン（元GARNET CROW）
- 1968年 - 寺岡呼人、ミュージシャン
- 1968年 - 江幡平三郎、アナウンサー
- 1968年 - 土門廣、元俳優
- 1969年 - 古賀誠、アニメーター
- 1969年 - 中川幸太郎、作曲家
- 1969年 - 浦上壮史、元サッカー選手、指導者
- 1969年 - コアラ、元タレント、実業家（元アニマル梯団）
- 1970年 - 柏屋コッコ、漫画家
- 1970年 - 福沢博文、俳優、スーツアクター
- 1970年 - 佳衣、ギタリスト（DIAURA）
- 1971年 - 大野エリ、声優
- 1971年 - 鎌田雅人、作曲家、ミュージシャン
- 1971年 - ローランド・メリーニョ、元野球選手
- 1972年 - 古今亭志ん丸 (3代目)、落語家
- 1972年 - 諏訪内晶子、ヴァイオリニスト
- 1972年 - 本宮泰風、俳優
- 1972年 - 金子未佳、声優
- 1973年 - 園崎未恵、声優、歌手
- 1974年 - Nujabes、音楽プロデューサー（+ 2010年）
- 1975年 - 松田樹利亜、シンガーソングライター
- 1976年 - 奥大介、元サッカー選手（+ 2014年）
- 1976年 - 飯山陽、イスラム思想研究者
- 1977年 - マリウス・プッツナウスキー、総合格闘家
- 1977年 - 宮本恒靖、元プロサッカー選手、指導者
- 1977年 - たなかえり、女優
- 1977年 - 森野文子、女優
- 1978年 - アシュトン・カッチャー、俳優
- 1978年 - エンディ・チャベス、元プロ野球選手
- 1978年 - ダニエル・ファン・ブイテン、サッカー選手
- 1979年 - 石毛佐和、声優
- 1979年 - 剣武輝希、元大相撲力士
- 1979年 - 桜井誠、ミュージシャン（Dragon Ash）
- 1980年 - 古井弘人、ミュージシャン（元GARNET CROW）
- 1981年 - 片山慎三、映画監督、脚本家
- 1981年 - 北川俊澄、ラグビーユニオン選手
- 1981年 - 高志綱、元プロ野球選手
- 1982年 - 向井理、俳優
- 1982年 - 大田祐歌、歌手、元タレント（チェキッ娘）
- 1983年 - クリスチャン・クリエン、F1ドライバー
- 1983年 - 小坂忠士、騎手
- 1983年 - スコット・フェルドマン、プロ野球選手
- 1983年 - ソン・ソック、俳優
- 1984年 - 伊藤将伸、バスケットボール選手
- 1984年 - 真田裕貴、元プロ野球選手
- 1984年 - 高木あずさ、タレント、グラビアアイドル
- 1984年 - 松坂南、タレント、グラビアアイドル、女優
- 1985年 - 李玲、元陸上競技選手
- 1985年 - 藤原ななこ、元グラビアアイドル
- 1985年 - 奈良沙緒理、元タレント
- 1988年 - 加護亜依、歌手（元モーニング娘。、元W）
- 1988年 - 佐々木竜太、サッカー選手
- 1988年 - マシュー・スタッフォード、アメリカンフットボール選手
- 1988年 - パーダール・ビアンカ、フィギュアスケート選手
- 1988年 - イ・ドンク、プロアイスホッケー選手
- 1989年 - ウラジーミル・ウスペンスキー、フィギュアスケート選手
- 1990年 - 三輪隆博、声優
- 1990年 - 小川暖奈、お笑い芸人（スパイク）
- 1990年 - ダニエル・オブライエン、フィギュアスケート選手
- 1990年 - メロベ・エフレム、フィギュアスケート選手
- 1990年 - アンナ・アブレウ、歌手
- 1990年 - ニール・エザリッジ、サッカー選手
- 1991年 - 前山剛久、元俳優
- 1991年 - YOHKO、シンガーソングライター
- 1992年 - クセニヤ・ストルボワ、フィギュアスケート選手
- 1992年 - 濱健人、声優
- 1992年 - 廣瀬麻伊、ファッションモデル
- 1992年 - 矢島舞美、タレント、歌手（元℃-ute）
- 1993年 - 仲野太賀、俳優
- 1993年 - J.P.ファイアライゼン、プロ野球選手
- 1995年 - 服部弾馬、陸上競技選手
- 1995年 - ロベルト・オスナ、プロ野球選手
- 1995年 - 阿波加俊太、サッカー選手
- 1996年 - 伊波杏樹、声優、舞台女優（Aqours）
- 1996年 - 萩原舞、実業家、元歌手、元アイドル（元℃-ute）
- 1996年 - はるまきごはん、シンガーソングライター、ボカロP、イラストレーター、アニメーター
- 1996年 - ピエール・ガスリー、F1ドライバー
- 1997年 - YUiNA EMPiRE、アイドル（CARRY LOOSE）
- 1998年 - 渚みつき、AV女優
- 1999年 - 松元環季、元女優、元声優、元子役
- 1999年 - オコエ桃仁花、バスケットボール選手
- 1999年 - 片岡未優、アイドル、グラビアアイドル（元虹のコンキスタドール）
- 2001年 - 丹所健、陸上選手
- 2002年 - 紅林弘太郎、プロ野球選手
- 2004年 - ユウマ、アイドル（&TEAM）
- 2004年 - 小杉怜子、タレント
- 2006年 - 伊礼姫奈、女優
- 2007年 - 石原さき、アイドル（＃Mooove!、元＃よーよーよー）
- 2009年 - 渡辺莉奈、アイドル（日向坂46）
- 生年不詳 - ウルウ・ル、アイドル（CARRY LOOSE）
- 生年不詳 - きたむらゆうか、漫画家

## 忌日
- 199年（建安3年12月24日癸酉） - 呂布、武将、群雄（* 生年不詳）
- 199年（建安3年12月24日癸酉） - 陳宮、武将（* 生年不詳）
- 199年（建安3年12月24日癸酉） - 高順、武将（* 生年不詳）
- 1002年（長保3年閏12月22日） - 藤原詮子、円融天皇の女御（* 962年）
- 1045年（寛徳2年1月18日） - 後朱雀天皇、第69代天皇（* 1009年）
- 1362年（貞治元年/正平17年1月12日） - 佐竹義篤 (九代当主)、常陸国の守護大名（* 1311年）
- 1395年（応永2年1月17日） - 結城直光、下総国の守護大名（* 1330年）
- 1546年（天文15年1月7日） - 千葉昌胤、下総国の戦国大名（* 1495年）
- 1626年 - ヴィルヘルム5世、バイエルン公（* 1548年）
- 1642年（寛永19年1月8日） - 安楽庵策伝、僧侶、落語の祖（* 1554年）
- 1652年 - グレゴリオ・アレグリ、作曲家（* 1582年）
- 1749年 - アンドレ・カルディナル・デトゥーシュ、作曲家（* 1672年）
- 1779年 - ウィリアム・ボイス、作曲家（* 1711年）
- 1799年（嘉慶4年1月3日） - 乾隆帝、第6代清皇帝（* 1711年）
- 1801年 - ダニエル・ホドヴィエツキ、版画家（* 1726年）
- 1818年 - エンニオ・キリノ・ヴィスコンティ、考古学者（* 1751年）
- 1819年 - ヨハン・ダヴィド・オケルブラッド、外交化、東洋学者（* 1763年）
- 1823年 - アン・ラドクリフ、小説家（* 1764年）
- 1837年 - グスタフ4世アドルフ、スウェーデン王（* 1778年）
- 1862年 - プロスペル・メニエール（英語版）、メニエール病の名付け元になった医師（* 1799年）
- 1871年 - ヘンリー・スタインウェイ、ピアノ製造技師、スタインウェイ・アンド・サンズ創業者（* 1797年）
- 1873年 - シェリダン・レ・ファニュ、小説家（* 1814年）
- 1878年 - ピウス9世、第255代ローマ教皇（* 1792年）
- 1885年 - 岩崎弥太郎、実業家、三菱財閥創業者（* 1835年）
- 1898年 - アドルフォ・ファルサーリ、写真家（* 1841年）
- 1902年 - 楠本正隆、第3-5代衆議院議長、第6代東京府知事（* 1838年）
- 1903年 - ジェームズ・グレーシャー、気象学者（* 1809年）
- 1909年 - クルト・ネットー、冶金学者（* 1847年）
- 1910年 - ロバート・ウッド・ジョンソン1世（英語版）、実業家、ジョンソン・エンド・ジョンソン共同創業者（* 1845年）
- 1917年 - ジョゼフ・アレヴィ、言語学者、オリエンタリスト（東洋学者）（* 1827年）
- 1920年 - アレクサンドル・コルチャーク、ロシア革命期の白軍総司令官（* 1873年）
- 1922年 - 富重利平、写真家（* 1837年）
- 1928年 - 九条武子、歌人、教育者（* 1887年）
- 1937年 - エリフ・ルート、第38代アメリカ合衆国国務長官（* 1845年）
- 1938年 - ハーベイ・ファイアストーン、実業家、ファイアストン社創業者（* 1868年）
- 1941年 - 杉山彦三郎、茶研究家（* 1857年）
- 1942年 - イヴァン・ビリビン、イラストレーター（* 1876年）
- 1942年 - ドランド・ピエトリ、陸上競技選手（* 1885年）
- 1942年 - フリッツ・トート、ナチス・ドイツ軍需相（* 1891年）
- 1944年 - ロバート・E・パーク、社会学者（* 1846年）
- 1944年 - 三上於菟吉、小説家（* 1891年）
- 1950年 - 井上正夫、俳優（* 1881年）
- 1959年 - ダニエル・フランソワ・マラン、牧師、政治家、元南アフリカ連邦首相（* 1874年）
- 1959年 - ナップ・ラジョイ、プロ野球選手（* 1874年）
- 1959年 - ギター・スリム、ギタリスト、歌手（* 1926年）
- 1960年 - イーゴリ・クルチャトフ、物理学者（* 1903年）
- 1967年 - 津島壽一、官僚、政治家、第8代防衛庁長官、第46・48代大蔵大臣（* 1888年）
- 1972年 - ウォルター・ラング、映画監督（* 1896年）
- 1975年 - 香山滋、小説家（* 1904年）
- 1975年 - 大貫賢、プロ野球選手（* 1906年）
- 1977年 - 牛原陽一、映画監督（* 1924年）
- 1979年 - ヨーゼフ・メンゲレ、ナチス親衛隊軍医（* 1911年）
- 1983年 - 武井武雄、童画家（* 1894年）
- 1985年 - 深井晋司、美術史家（* 1924年）
- 1986年 - ミノル・ヤマサキ、建築家（* 1912年）
- 1986年 - 藤井勇、プロ野球選手、プロ野球監督（* 1916年）
- 1987年 - 小山敬三、画家（* 1897年）
- 1987年 - 住宅顕信、俳人（* 1961年）
- 1988年 - リン・カーター、ファンタジー・SF作家（* 1930年）
- 1989年 - ジルベール・シモンドン、哲学者（* 1924年）
- 1990年 - 瓦林潔、実業家、元九州電力社長、元福岡放送社長（* 1903年）
- 1991年 - オットー・フリードリッヒ・ボルノウ、教育学者、哲学者（* 1903年）
- 1991年 - 五代目春風亭柳朝、落語家（* 1929年）
- 1992年 - 中島源太郎、映画プロデューサー、政治家、元文部大臣（* 1929年）
- 1992年 - 小川紳介、ドキュメンタリー映画監督（* 1935年）
- 1992年 - バズ・ソイヤー、プロレスラー（* 1959年）
- 1994年 - ヴィトルト・ルトスワフスキ、作曲家（* 1913年）
- 1996年 - ボリス・チャイコフスキー、作曲家（* 1925年）
- 1997年 - ダニイル・シャフラン、チェリスト（* 1923年）
- 1999年 - フセイン1世、ヨルダン王（* 1935年）
- 2000年 - シッド・エイベル、アイスホッケー選手（* 1918年）
- 2000年 - 新山志保、声優（* 1970年）
- 2001年 - 佐治乾、脚本家（* 1929年）
- 2002年 - 原健策、俳優（* 1905年）
- 2002年 - 田部文一郎、実業家（* 1907年）
- 2006年 - 吉田佐、作曲家（* 1937年）
- 2006年 - 富樫洋一、サッカージャーナリスト（* 1951年）
- 2007年 - 福原満洲雄、数学者、元東京農工大学学長（* 1905年）
- 2007年 - 森田宗一、裁判官、弁護士（* 1915年）
- 2007年 - アラン・マクダイアミッド、化学者、ノーベル化学賞受賞者（* 1927年）
- 2007年 - 星山博之、脚本家（* 1944年）
- 2008年 - 西川一三、陸軍情報部員（* 1918年）
- 2008年 - 山口治郎、政治家、元埼玉県行田市長（* 1919年）
- 2008年 - 村松暎、中国文学者、作家、慶應義塾大学名誉教授（* 1923年）
- 2008年 - 川村二郎、ドイツ文学者、翻訳家、文芸評論家（* 1928年）
- 2009年 - 松本達郎、地質学者、九州大学名誉教授（* 1913年）
- 2009年 - ベティー・ジェームソン、プロゴルファー、世界ゴルフ殿堂（* 1919年）
- 2009年 - ジャック・ランスロ、クラリネット奏者（* 1920年）
- 2009年 - ブロッサム・ディアリー、ジャズ歌手、ピアニスト（* 1926年）
- 2010年 - 山口安次郎、工芸家、西陣織織匠（* 1904年)
- 2010年 - 桑原富雄、政治家、元愛媛県西条市長（* 1923年）
- 2010年 - 山田弘子、俳人（* 1934年)
- 2010年 - アンドレ・コリンバ、軍人、政治家、第四代中央アフリカ共和国大統領（* 1935年)
- 2010年 - 井坂栄、実業家、元イトーヨーカ堂社長（* 1942年)
- 2010年 - 飯島祐輔、漫画家（* 1957年)
- 2010年 - フランコ・バッレリーニ、自転車競技(ロードレース)選手（* 1964年)
- 2011年 - 吉田正輝、元官僚、元兵庫銀行頭取（* 1932年）
- 2012年 - 広瀬鎌二、建築家（* 1922年）
- 2012年 - 対馬孝且、政治家（* 1925年）
- 2012年 - ドヴィ・エルリー、ヴァイオリニスト（* 1928年）
- 2012年 - 千石正一、動物学者（* 1949年）
- 2013年 - 岩淵達治、ドイツ文学者、演劇評論家、演出家、劇作家、学習院大学名誉教授（* 1927年）
- 2013年 - 安藤達己、映画監督（* 1938年）
- 2014年 - 北見俊郎、港湾経済学者（* 1924年）
- 2014年 - 水谷幸正、仏教学者、元佛教大学学長、元浄土宗宗務総長、元学校法人東海学園理事長（* 1928年）
- 2014年 - 西原由記子、牧師、運動家（* 1933年）
- 2014年 - 鈴木幹夫[9]、実業家、元NHK理事（* 1934年または1935年）
- 2014年 - 牧野隆志、 作曲家（東京プリン）（* 1964年）
- 2015年 - 庄司榮吉、洋画家（* 1917年）
- 2015年 - ディーン・スミス、バスケットボール指導者（* 1931年）
- 2015年 - ビリー・キャスパー、プロゴルファー（* 1931年）
- 2015年 - 河上和雄、弁護士、検察官（* 1933年）
- 2016年 - 角本良平、交通評論家（* 1920年）
- 2017年 - 清水信、文芸評論家（* 1920年）
- 2017年 - 狩野直禎、東洋史学者、京都女子大学名誉教授、元同大学学長（* 1929年）
- 2017年 - 中村正男、政治家（* 1931年）
- 2017年 - 中山美保、タレント、喜劇役者（* 1938年）
- 2017年 - ツヴェタン・トドロフ、思想家、哲学者、文芸批評家（* 1939年）
- 2017年 - リチャード・ハッチ、俳優（* 1945年）
- 2017年 - ハンス・ロスリング、医師、公衆衛生学者（* 1948年）
- 2017年 - 片岡みい子、翻訳家、ライター（* 1950年）*
- 2018年 - 板倉聖宣、教育学者、仮説実験授業提唱者（* 1930年）
- 2018年 - 神田泰典、コンピューター技術者（* 1938年）
- 2018年 - ジョン・ペリー・バーロウ、詩人、作詞家、政治活動家、電子フロンティア財団共同設立者（* 1947年）
- 2018年 - パット・トーピー、ミュージシャン（MR. BIG）（* 1953年）
- 2019年 - 小丸法之[10]、実業家、元福山通運社長（* 1928年）
- 2019年 - フランク・ロビンソン、プロ野球選手、監督、アメリカ野球殿堂顕彰者（* 1935年）
- 2019年 - アルバート・フィニー、俳優（* 1936年）
- 2019年 - 冷水佐壽、電気工学者、大阪大学名誉教授（* 1943年）
- 2019年 - 森下哲夫、俳優（* 1945年）
- 2019年 - うらたじゅん、漫画家（* 1954年）
- 2019年 - ロッキー・ロックリッジ、プロボクサー、元WBA世界スーパーフェザー級・元IBF世界スーパーフェザー級王者（* 1959年）
- 2020年 - 鈴木竹柏、画家（* 1918年）
- 2020年 - オーソン・ビーン、俳優（* 1928年）
- 2020年 - 遠藤啄郎、劇作家、演出家（* 1928年）
- 2020年 - 広瀬貞雄、実業家、元富士紡績（現富士紡ホールディングス）社長（* 1933年）
- 2020年 - 日下部五朗、映画プロデューサー（* 1934年）
- 2020年 - ピエール・ギュヨタ、小説家（* 1940年）
- 2020年 - エンジェル・エチェバリア、元プロ野球選手（* 1971年）
- 2020年 - 李文亮、眼科医（* 1985年）
- 2021年 - ジュゼッペ・ロトゥンノ、撮影監督（* 1923年）
- 2021年 - 程鎔時、科学者（* 1927年）
- 2021年 - ジョセフ・ヒリス・ミラー、文学研究者、比較文学者、批評家（* 1928年）
- 2022年 - 能登芳昭、政治家、政治家、元北海道富良野市長（* 1939年）
- 2022年 - ズビグニエフ・ナミスオフスキ、ジャズサックス・フルート・トロンボーン奏者、作曲家（* 1939年）
- 2022年 - 吉原英樹、経営学者、神戸大学名誉教授（* 1941年）
- 2022年 - ダグラス・トランブル、映画監督、SFXスーパーヴァイザー（* 1942年）
- 2022年 - ヤクブ・グレッキー、ジュニアオートバイレーサー（* 2005年）
- 2023年 - 森田実、政治評論家（* 1932年）
- 2023年 - 鶴田満彦、経済学者、中央大学名誉教授（* 1934年）
- 2023年 - 上條宏之、歴史学者、元長野県短期大学学長、信州大学名誉教授（* 1936年）
- 2023年 - 伊藤誠、経済学者、東京大学名誉教授（* 1936年）
- 2023年 - 中田宏樹、将棋棋士（* 1964年）
- 2024年 - 児玉泰、元プロ野球選手（* 1935年）
- 2024年 - 谷真介、児童文学者（* 1935年）
- 2024年 - ヴァージャ・アザラシヴィリ、作曲家（* 1936年）
- 2024年 - 中島啓雄、政治家（* 1937年）
- 2024年 - 金瀬胖、写真家（* 1944年）
- 2024年 - 世古口哲哉、元地方公務員、政治家、元三重県明和町長（* 1966年）
- 2025年 - 緒方規矩子、舞台衣裳デザイナー（* 1928年）
- 2025年 - 衣笠剛、実業家、株式会社ヤクルト球団代表取締役会長兼オーナー代行（* 1949年）
- 2025年 - マジカル・パワー・マコ、音楽家（* 1956年）

## 記念日・年中行事
- 北方領土の日（ 日本）
1855年2月7日（安政元年12月21日）に日露和親条約が結ばれ、北方領土が日本の領土として認められたことに由来。1981年に日本政府が制定[11][12][13]。
- 独立記念日（ グレナダ）
1974年のこの日、グレナダがイギリスから独立した。
- フナの日（ 日本）
「ふ(2)な(7)」の語呂合せ。茨城県古河市のフナ甘露煮店協会が2001年に制定[12][14]。
- ニゴロブナの日（ 日本）※2月5日 - 7日[15][16]
- 長野の日[12]／オリンピックメモリアルデー（ 日本）
1998年のこの日に長野冬季オリンピックの開会式が行われたことに由来。日本青年会議所北陸信越地区長野ブロック協議会が1998年に制定[13]。
- 福井県ふるさとの日（ 日本福井県）
1881年のこの日に、石川県・滋賀県から越前・若狭を分離して福井県が設置されたことに由来し、福井県が1982年に制定[12]。
- 興師会（ 日本）
日蓮正宗の開祖・日興の祥月命日にあたり報恩の法要が総本山大石寺をはじめ、日蓮正宗の全ての寺院で営まれる。日興は芹を好んで食べたので、本尊に芹を供える。